# Hansa Jivraj Mehta
Hansa Jivraj Mehta   (Surat, 3 de juliol de 1897 - Bombai, 4 d'abril de 1995) va ser una política i activista feminista de l'Índia. Va ser treballadora social, educadora, escriptora i reformadora. Va lluitar per la independència del seu país aconseguida el 1947 i va formar part de l'Assemblea Constituent, on va advocar per la igualtat i la justícia per a les dones, col·laborant en la redacció de la Constitució de l'Índia aprovada el 1949. És considerada la impulsora, al costat d'Eleanor Roosevelt, de la iniciativa per a incorporar el llenguatge inclusiu en la Declaració Universal dels Drets Humans, aconseguint que se substituís en l'Article 1 la frase «Tots els homes neixen lliures i iguals» per «Tots els éssers humans neixen lliures i iguals».

## Biografia
Va néixer en el si d'una família de la casta Nagar Brahmin. El seu pare va ser Manubhai Mehta el Dewan de Baroda. Es va graduar en filosofia a la Universitat de Baroda i posteriorment va estudiar periodisme i sociologia a Londres. Va ser allí on el 1918 va conèixer a Rajkumari Amrit Kaur i a Sarojini Naidu i, per tant, a Mahandas Gandhi. «Quan Gandhi va ser arrestat el 1922, Sarojini Devi era a Ahmadabad amb un grup de dones de Bombai. Vam anar a la presó de Sabarmati per a veure a Gandhi i Sarojini i me'l va presentar. Va ser la primera vegada que el veia i em va commoure visiblement», escriu Mehta en el seu llibre Indian Woman. Anys després es va casar amb Jivraj Narayan Mehta, metge personal de Gandhi i primer ministre de Gujarat. El 1926 Hansa va ser triada pel Comitè d'Escoles Bombai.
Al seu retorn d'Anglaterra, va assumir la presidència del Bhagini Samaj, i va exercir un paper crucial durant la campanya contra la Comissió Simon essent empresonada dues vegades, el 1930 i el 1932.
Unida al moviment nacionalista va participar amb altres dones en accions cada vegada més incòmodes per als britànics. Visalakshi Menon en el seu llibre Indian Women and Nationalism, the O.P. story explica com el 1930 Kamla Nehru i Hansa Mehta van arribar a l'estació de tren de Delhi cridant eslògans com Inquilab Zindabad. Per ocultar els crits els britànics van fer que les màquines dels trens no es detinguessin. El 1932 Mehta i el seu marit van ser detinguts a causa del seu activisme.
Després del seu alliberament, Mehta es va presentar al Consell Legislatiu de Bombai i va guanyar les eleccions provincials. El 19 de desembre de 1946, mentre discutia el tema de l'electorat en l'Assemblea Constituent, Mehta va dir: «L'organització de dones a la qual tinc l'honor de pertànyer mai no ha demanat seients reservats, quotes o electorats separats. El que hem demanat és justícia social, justícia econòmica i justícia política».

### Participació en l'Assemblea Constituent
Va ser elegida per ocupar un escó en el Consell Legislatiu de Bombai el 1931 convertint-se en la primera dona membre del consell i en fou la Secretària Principal. Va estar en el consell de 1937 a 1939 i de 1940 a 1949, representant Bombai en l'Assemblea Constituent de 1946 a 1949. Va ser una de les 15 dones membres de l'Assemblea i va participar en la redacció de la Constitució de l'Índia.
Com a membre del Comitè Assessor, del Subcomitè de Drets Fonamentals, i del Comitè de Constitució Provincial, va advocar per la igualtat i la justícia per a les dones de l'Índia. Se li atribueix l'aprovació de la Llei de Sarda (també coneguda com a Llei de restricció del matrimoni infantil, 1929), que va abolir el matrimoni infantil. També va formar part del Comitè de Redacció del Projecte de Llei del Codi Hindú.

### Activista pels drets de les dones
De 1946 a 1947 va presidir All India Women's Conference, una organització que treballa en defensa dels drets de les dones i el seu apoderament. En aquesta etapa es va celebrar la convenció a Hyderabad en la qual va proposar l'elaboració d'una Carta dels Drets de les Dones.
Va ocupar diferents càrrecs a l'Índia des de 1945 fins a 1960. Va ser vicerectora de la SNDT Women's University, membre de la Junta d'Educació Secundària de tota l'Índia, presidenta de la Junta Interuniversitària de l'Índia i vicecancellera de la Universitat Maharaja Sayajirao de Baroda, entre d'altres. Durant aquest període, també va fundar el Lady Irwin College a Nova Delhi, un col·legi de dones per a la recerca educativa i la capacitació docent.

### En la Comissió de Drets Humans de les Nacions Unides
El 1946 va representar a l'Índia en el subcomitè sobre l'estat de les dones i va formar part en qualitat de delegada de la Comissió de Drets Humans de les Nacions Unides (de 1947 a 1948). Compromesa amb els drets de la dona fou una de les tres dones no occidentals que van treballar al costat de la presidenta de la Comissió, Eleanor Roosevelt -les altres dues van ser Minerva Bernardino, de la República Dominicana i la begum Shaista Ikramullah, de Pakistan- que van marcar la seva empremta a la Declaració Universal dels Drets Humans.
A Mehta s'atribueix el canvi en el llenguatge de l'Article 1 de la Declaració Universal dels Drets Humans quan es va reemplaçar la frase «Tots els homes neixen lliures i iguals» per «Tots els éssers humans neixen lliures i iguals». Fet que va reconèixer Ban Ki-moon, l'ex Secretari General de les Nacions Unides, el 2015. Hansa Mehta i Eleanor Roosevelt van assegurar la igualtat de matrimoni entre homes i dones a través de l'Article 16 de la Declaració.
«Diria que el seu llegat permanent va ser la seva dedicació a la idea que la igualtat dels gèneres no era un assumpte negociable», va explicar Priya Ravichandran, analista de polítiques de Bangalore, el projecte de la qual «15 per a la República» investiga i recopila la vida i el treball de les dones que van ser fonamentals en la creació de l'Estat de l'Índia. «Cadascun dels seus actes procedia d'aquesta convicció: el seu treball per a les Nacions Unides a l'Índia en el sector de l'educació, com a membre del consell legislatiu en l'Assemblea Constituent, o com primera dama de Gujarat, es van originar tots en la mateixa inquietud».
Mehta va assumir de 1949 a 1958 la vicepresidència de la Comissió de Drets Humans de Nacions Unides i el 1958 va ser membre del Comitè executiu de la UNESCO. Va investigar i va escriure diversos llibres sobre els problemes de les dones i la infància. També va fer la traducció d'algunes de les obres de Shakespeare i parts del Ramayana de Valmiki al gujarati. Estimava la literatura i va escriure 20 llibres. Hansa Mehta va morir als 98 anys a Bombai el 4 d'abril de 1995.

## Vida personal
Era filla de Manubhai Mehta i neta de Nandshankar Mehta, l'autor de la primera novel·la en gujarati Karan Ghelo. El 1924 es va casar amb Jivraj Narayan Mehta, que va ser el metge personal de Mohandas Gandhi, el qual no pertanyia a la seva mateixa casta, fet que va generar un important desconcert.